# Krzysztof Niedałtowski
Krzysztof Niedałtowski (ur. 3 listopada 1959 w Gdańsku) – polski ksiądz rzymskokatolicki, teolog i religioznawca, duszpasterz środowisk twórczych archidiecezji gdańskiej, rektor kościoła św. Jana, działacz społeczny.

## Życiorys
Urodził się w rodzinie Grzegorza (1923–2006) i Marianny (1927–2023), brat Leszka (ur. 1957). Ukończył Szkołę Podstawową nr 50 (1974), I LO w Gdańsku (1978) oraz Gdańskie Seminarium Duchowne i studiów doktoranckich KUL (doktor teologii - etnologia religii - 1994). Święcenia kapłańskie otrzymał 16 lipca 1983 r., jako wikary w parafii św. Michała w Sopocie w latach 80. współpracował z artystami opozycyjnymi wobec władzy komunistycznej (m.in. Galeria św. Michała w Sopocie). Rektor kościoła św. Bartłomieja w Gdańsku (1992–1996), zasiadał w radzie programowej Instytutu Adama Mickiewicza (obok prof. Andrzeja Rottermunda, prof. Normana Daviesa i Leona Tarasewicza). Współtwórca gdańskiego Radia Plus (1992) i Gdańskiego Areopagu. Przewodniczył zespołowi redakcyjnemu Karty Powinności Człowieka. Sprawuje funkcję prezydenta Fundacji „Pro Arte Sacra” promującej sztukę sakralną. Rektor kościoła św. Jana (od 1998 r.), wykładowca religiologii w Gdańskim Seminarium Duchownym i Gdańskim Instytucie Teologicznym (filia KUL).
Jest pierwowzorem epizodycznej postaci Krzysztofa Nienałtowskiego - księdza z kościoła Świętego Jana, bohatera powieści Ostatnia Wieczerza Pawła Huelle. Został uwieczniony w roli jednego z apostołów na obrazie Ostatnia Wieczerza Macieja Świeszewskiego. 

## Twórczość
- Maski w wierzeniach i rytuałach ludów Dan i Kran w Afryce Zachodniej, 1988.
- Spotkanie Biblia - Koran, „Rocznik Tatarów Polskich”, 1994 nr 2 s. 270–271.
- Maski rytualne Afryki Zachodniej. Na przykładzie wybranych ludów - rozprawa doktorska (promotor prof. dr hab. Henryk Wincenty Zimoń)[7].
- Religijny wymiar masek afrykańskich, [w:] Kultury i religie Afryki a ewangelizacja, red. H. Zimoń, Lublin 1995.
- Żywioł morza w religiach świata, „Universitas Gedanensis”, nr 13:1995, s. 56–60.
- Pasja - scenariusz spektaklu telewizyjnego w reż. Wojciecha Misiury, 1995[8].
- Ludzkie drogi do Najwyższego, „Więź”, nr 5:2001, s. 29–35.
- Zawsze Ostatnia Wieczerza, Warszawa 2006, Twój Styl, Wydawnictwo Książkowe Sp. z o.o., ISBN 83-7163-508-7[9].

## Nagrody i wyróżnienia
- Nagroda Artystyczna Gdańskiego Towarzystwa Przyjaciół Sztuki za działalność w upowszechnianiu sztuki (1996)
- Nagroda Miasta Gdańska w Dziedzinie Kultury „Splendor Gedanensis” (1996)[10]
- Medal pamiątkowy z okazji 25-lecia podpisania Porozumień Sierpniowych (2005)
- Pomorska Nagroda Artystyczna za stworzenie forum dialogu Areopag Gdański (2005)
- Nagroda Miasta Gdańska w Dziedzinie Kultury „Splendor Gedanensis” za pomysł i realizację cyklicznego wydarzenia Forum Dialogu Gdański Areopag (2006)[10]
- Nagroda „Pro Libro Legendo 2006” Wojewódzkiej i Miejskiej Biblioteki Publicznej w Gdańsku za Zawsze Ostatnia Wieczerza (2007)
- Medal im. Lecha Bądkowskiego (2018)

Źródło:.